# Startersaftrek
De startersaftrek is een verhoging van de zelfstandigenaftrek bij de Nederlandse belastingwetgeving. De verhoging is bedoeld als stimulans om zelfstandig te ondernemen.
Voor 2016 is dit bedrag gesteld op € 2.123.
De startersaftrek bij arbeidsongeschiktheid is hoger en hiervoor moet de begunstigde aan de volgende voorwaarden voldoen:
- recht hebben op een arbeidsongeschiktheidsuitkering.
- niet voldoen aan het standaard urencriterium, maar wel aan het verlaagde urencriterium van 800 uur.

## Commissie Van Dijkhuizen
De Commissie Van Dijkhuizen stelt voor de startersaftrek geleidelijk in acht jaar af te schaffen.